# Takaharu Nishino
Takaharu Nishino (født 14. september 1993) er en japansk fodboldspiller, som spiller for den japanske fodboldklub Gamba Osaka.